# Takeaki Hommura
Takeaki Hommura (本村 武揚 Hommura Takeaki?, Tokio, 20 de junio de 1997) es un futbolista japonés que juega como defensa en el Giravanz Kitakyushu, de la segunda división de Japón.

## Trayectoria

### Clubes
| Club                | País  | Año         |
| ------------------- | ----- | ----------- |
| JEF United Chiba    | Japón | 2019 - 2020 |
| Giravanz Kitakyushu | Japón | 2021 -      |

## Estadística de carrera

### J. League
| Club                | Años      | J. League | J. League |
| Club                | Años      | Part.     | Goles     |
| ------------------- | --------- | --------- | --------- |
| JEF United Chiba    | 2019-2020 | 13        | 0         |
| Giravanz Kitakyushu | 2021      | 8         | 0         |